# Sopwith Gnu
O Sopwith Gnu foi um biplano de esporte/turismo britânico da década de 1910 projetado e construído pela Sopwith Aviation & Engineering Company de Kingston upon Thames. Foi uma das primeiras aeronaves de cabine fechada projetadas para uso civil.

## Projeto e desenvolvimento
Projetado para o mercado civil do pós-guerra, o Gnu era um biplano de trem de pouso convencional com asas mesma envergadura. Tinha um cockpit aberto para um piloto com assento para dois passageiros sob um teto articulado e envidraçado. A maioria das aeronaves era movida por um motor giratório Le Rhône de 110 hp. A cabine de passageiros fechada era apertada e impopular e a maioria das aeronaves de produção tinha um cockpit traseiro aberto. Um protótipo e doze aeronaves de produção foram construídos. Uma queda do mercado no pós-guerra encerrou a produção e a empresa teve problemas para vender a aeronave, embora duas aeronaves tenham sido vendidas na Austrália.

## Histórico operacional
As aeronaves baseadas no Reino Unido foram usadas principalmente para o serviço de passeios no início da década de 1920. Duas aeronaves que eram usadas para exibição e voos acrobáticos no final da década de 1920 caíram. A maioria das aeronaves de produção não foram vendidas e foram desmontadas, incluindo quatro aeronaves que permaneceram estocadas quando a Sopwith Aviation Company fechou em 1920. Duas aeronaves australianas foram usadas pela "Australian Aerial Services" na rota de correio aéreo de Adelaide para Sydney.

## Operadores
Austrália
- Australian Aerial Services

## Especificações (Gnu)
Dados de: British Civil Aircraft
Descrições gerais
- Tripulação: 1 piloto
- Capacidade: 1 passageiro
- Comprimento: 7,88 m (26 ft)
- Envergadura: 11,61 m (38 ft)
- Altura: 3,00 m (9,8 ft)
- Peso bruto (carregado): 1 520 kg (3 350 lb)

Motorização
- Número de motores: 1x
- Tipo do motor: Le Rhône giratório, refrigerado a ar
- Potência por motor: 110 hp (82,0 kW)
- Descrição do propulsor/hélice: Hélice de madeira de passo fixo de 2 pás

Performance
- Velocidade máxima: 150 km/h (93,2 mph)
- Alcance: 483 km (300 mi)
- Razão de subida: 3.3 m/s